# ナイチンゲーロ
『ナイチンゲーロ』は、日本のホラー映画作品。2006年3月25日公開。

## 解説
2005年製作の映画『グロヅカ』に続く『おんなだらけのこわいはなし』シリーズの第2弾。シリーズ名が示すとおり前作同様、出演にグラビアアイドルを中心とした女優のみのキャスティング、そしてホラー映画としての恐さはもとより、出演者陣による表面上の華やかさとは裏腹の陰湿な人間関係の描写が話題となった。監督の末永賢はこれまでに鈴木清順、小沼勝、三池崇史らの助監督として多くの作品に携わっており、本作が監督としてデビュー作となる。

## あらすじ
看護学校で戴帽式を終えた円香、江里子、緑、亜矢、千種の5人は、学生生活最後の夏休みを楽しく過ごそうとの円香の企画により、海辺の宿舎を訪れる。海水浴、バーベキュー、花火と明るく楽しく過ごす彼女たちだが、実はそれぞれ、友人にすら話すことのできない秘密を隠していた。亜矢が海で怪我をしたことを切っ掛けに、彼女の手当てに苦心する最中、各自のついていた嘘が明らかになり、それまで仲の良かった一同は次第に険悪な雰囲気へと包まれてゆく。そして彼女らの前に次々に起こる奇怪な現象。自分らを写した写真は心霊現象のように歪む。円香は自分以外の4人が海に飲まれる夢を見る。彼女らを静かに見つめる謎の白い服の女。そして亜矢の傷跡は異様に変貌し……惨劇はさらに続いてゆく。

## キャスト
- 円香：石坂ちなみ
- 江里子：江川有未
- 緑：橋本真実
- 亜矢：鈴木葉月
- 千種：平田弥里
- 白い服の女：吉井怜

## スタッフ
- 脚本：村田青
- 監督：末永賢
- 製作：アドギア、バンダイビジュアル
- プロデューサー：八木健太、木村淳一、片嶋一貴
- 撮影：富田伸二
- 美術：佐々木記貴、寺尾淳
- 音楽：遠藤浩二
- 照明：矢部一男
- 録音：土屋和之／松本敦子
- 編集：福田浩平